# Liste der Stolpersteine im Burgenland

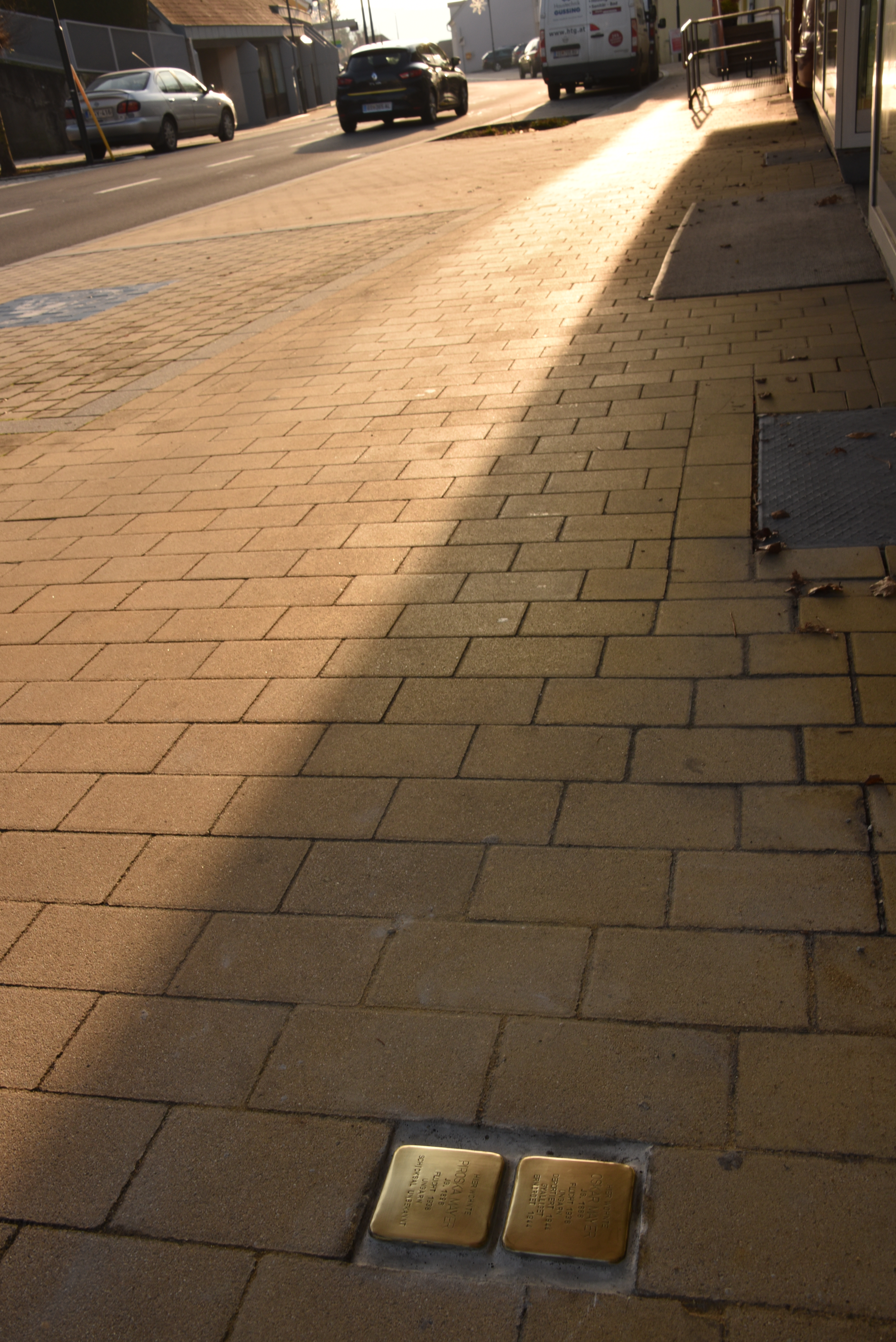
Stolpersteine in Güssing

Die Liste der Stolpersteine im Burgenland enthält die Stolpersteine im österreichischen Bundesland Burgenland, die an das Schicksal der Menschen erinnern, die von den Nationalsozialisten im Burgenland ermordet, deportiert, vertrieben oder in den Suizid getrieben wurden. Die Stolpersteine wurden von Gunter Demnig konzipiert. Sie liegen im Regelfall vor dem letzten selbstgewählten Wohnsitz des Opfers.
Die ersten, bislang einzigen Verlegungen im Burgenland fanden am 9. November 2021 in Güssing statt.

## Liste der Stolpersteine
Die Tabelle ist teilweise sortierbar; die Grundsortierung erfolgt alphabetisch nach dem Familiennamen.

### Güssing
In Güssing wurden bislang zehn Stolpersteine an fünf Adressen verlegt.
| Stolperstein | Inschrift | Verlegeort                                         | Name, Leben |
| ------------ | --- | -------------------------------------------------- | --- |
|              | HIER WOHNTE IDA GRÜNFELD GEB. BAUM JG. 1886 FLUCHT 1938 ITALIEN, USA                                                                          | Hauptplatz 7 (vor dem Rathaus)                     | Ida Grünfeld geb. Baum wurde am 11. Februar 1886 in Wagneustadt geboren. Sie heiratete den güssinger Rabbiner Jakob Grünfeld und lebte mit ihm nächst der Synagoge, heute befindet sich hier das Rathaus. 1938 entschied sich das Ehepaar zur Flucht. Sie gelangten über Triest in die USA, wo sie in New York lebten. Ida Grünfelds Mann starb 1947. |
|              | HIER WOHNTE JAKOB GRÜNFELD JG. 1865 FLUCHT 1938 ITALIEN, USA                                                                                  | Hauptplatz 7 (vor dem Rathaus)                     | Jakob Grünfeld wurde am 11. August 1865 in Kasarvar, Rumänien, geboren. Er war ab 1895 Rabbiner in Güssing. Er heiratete Ida Baum. Laut Berth Rothstein war er „[...] ein Mann mit schönem Äußeren und gutem Aussehen, einem langen, schönen Bart, geehrt von Juden und Nicht-Juden. [...] Das Verhältnis zwischen jüdischer und christlicher Bevölkerung war gut und freundschaftlich. Der Rabbiner und der Pfarrer pflegten brüderlichen Kontakt. Oft konnte man beide spazieren sehen durch die Straßen von Güssing: Einmal, in Deutschkreutz (nahe der ungarischen Grenze) im Burgenland, erlebte ich, als Kardinal Innitzer den Rabbiner auf Hebräisch begrüßte, worauf dieser den großen Segen in Hebräisch spendete, den der Kardinal ehrfurchtsvoll entgegennahm“ – Berth Rothstein: Der Bela von Güssing, Frankfurt 1988 1938 entschied sich das Ehepaar Grünfeld zur Flucht. Sie gelangten über Triest in die USA, wo sie in New York lebten. Jakob Grünfeld starb am 8. September 1947. |
|              | HIER WOHNTE ANNA LAGLER GEB. FREUND JG. 1877/79 VERHAFTET 1942 GEFÄNGNIS FÜRSTENFELD GRAZ, WIEN DEPORTIERT THERESIENSTADT ERMORDET 29.12.1942 | Hauptstraße 1 (vor der BH Güssing)                 | Anna Lagler geb. Freund, auch Anne, wurde am 19. Januar 1879 geboren. Ihre Eltern waren Heinrich Freund und dessen Ehefrau Katti. Im Jahr 1899 heiratete sie, das Paar hatte zwei Kinder, ihr Ehemann starb vor 1942. Am 19. Januar 1942 wurde sie festgenommen, zuerst in Fürstenfeld inhaftiert, dann in Graz und kam schließlich nach Wien, wo sie im Rothschild-Spital untergebracht war. Am 22. Juli 1942 wurde sie von Wien mit dem Transport IV/5 in das KZ Theresienstadt deportiert. Ihre Transportnummer war die 51. Anna Lagler wurde am 29. Dezember 1942 in Theresienstadt ermordet, als Todesursache wurde Tuberkulose angegeben. |
|              | HIER WOHNTE ALADAR LATZER JG. 1892 FLUCHT 1938 ITALIEN, ARGENTINIEN                                                                           | P. Gratian Leser-Straße 4 (vor der Diana-Apotheke) | Aladar Latzer wurde am 25. August 1892 in Güssing geboren. Seine Eltern waren Leopold Latzer und Helene geb. Löffler. Er hatte eine ältere Schwester, Henriette (1890–1941). Latzer führte einen Gemischtwarenhandel im Haus Pater Gratian-Leser-Straße 4, dem heutigen Standort der Diana-Apotheke. Latzer diente in der Armee und bekam dafür 1916 die bronzene Militärverdienstmedaille am Bande. Im Jahr 1924 heiratete er Elsa Löwy aus Großpetersdorf. Das Paar hatte zwei Töchter, Renée (geboren 1926) und Alicia (geboren 1928). Die Familie floh 1938 von Güssing nach Wien, wo sie bei seiner Schwester Henriette unterkamen. Die Familie entschied sich für eine Auswanderung. Mit der Hilfe eines Nationalsozialisten, dem Elsa Latzer mit essen ausgeholfen hatte, bekamen sie Tickets und gefälschte Papiere und die Familie schiffte sich nach Buenos Aires ein, wo sie am 10. Oktober 1938 ankamen. Dort kamen die Kinder erstmal in ein Waisenhaus, Latzer erhielt Arbeit doch zog er sich dabei einen schweren Leistenbruch zu, wodurch er zeitweise arbeitsunfähig war. Seine jüngste Tochter konnte aus dem Waisenhaus wieder nach Hause, die ältere, Alice, verblieb zumindest tagsüber dort. Aladar Latzer starb am 1. Januar 1979. Seine Frau starb 1994. Sein Vater starb in Wien an den Folgen eines Schlaganfalls, nachdem sein Besitz geraubt und er aus seiner Heimatstadt vertrieben worden war. Die Mutter wurde 1942 im Ghetto Riga ermordet. Insgesamt wurden 63 Verwandte von den Nationalsozialisten ermordet. Seine Schwester Henriette, verheiratete Engel, und deren Ehemann Arnold Engel wurden 1941 in das Ghetto Litzmannstadt deportiert und haben die Shoah ebenfalls nicht überlebt. Einige der 1938 von der Gestapo geraubten Gemälde aus dem Besitz Latzers, welche sich im Universalmuseum Joanneum und in der Landesgalerie Burgenland befanden wurden in den 2000er Jahren restituiert. Neben der Gemälde wurden auch Haus und Grundstücke beschlagnahmt. |
|              | HIER WOHNTE ELSA LATZER GEB. LÖWY JG. 1903 FLUCHT 1938 ITALIEN, ARGENTINIEN                                                                   | P. Gratian Leser-Straße 4 (vor der Diana-Apotheke) | Elsa Latzer geb. Löwy wurde am 28. Februar 1903 in Großpetersdorf geboren. Sie heiratete Aladar Latzer, Kaufmann in Güssing. Das Paar hatte zwei Töchter, Alicia und Renee. Die Familie floh 1938 von Güssing nach Wien, von dort aus nach Buenos Aires. Aladar Latzer starb 1979, Elsa 1994 im Alter von 91 Jahren. Alicia ging nach New York und arbeitete dort als Fremdenführerin. Sie kehrte ein paar Mal nach Güssing zurück. |
|              | HIER WOHNTE HELENE LATZER GEB. LÖFFLER JG. 1868 UNFREIWILLIG VERZOGEN 1938 WIEN DEPORTIERT 1942 GHETTO RIGA ERMORDET 26.1.1942                | P. Gratian Leser-Straße 4 (vor der Diana-Apotheke) | Helene Latzer geb. Löffler wurde am 28. Juli 1868 in Steinamanger geboren. Sie heiratete den Kaufmann Leopold Latzer aus Güssing und zog zu ihm. Das Paar hatte zwei Kinder, Henriette, auch Etta (1890–1941) und Aladár (1892–1979). Nach dem Einmarsch deutscher Truppen im März 1938 kam es zu Anfeindungen und Verfolgungsakten. Der Besitz des Ehemannes wurde durch „Arisierung“ geraubt. Sie flüchtete gemeinsam mit ihrem Mann nach Wien, wo Leopold Latzer nach einem Schlaganfall verstarb. Helene Latzer wurde am 26. Januar 1942 von Wien nach Riga deportiert und im dortigen Ghetto ermordet. Ihre Tochter Henriettem verheiratete Engel und deren Ehemann wurden 1941 in das Ghetto Litzmannstadt deportiert. Sohn, Schwiegertochter und die beiden Enkeltöchter konnten nach Argentinien flüchten, alle vier überlebten die Shoah. |
|              | HIER WOHNTE LEOPOLD LATZER JG. 1857 UNFREIWILLIG VERZOGEN 1938 WIEN TOT 1938                                                                  | P. Gratian Leser-Straße 4 (vor der Diana-Apotheke) | Leopold Latzer wurde am 16. März 1857 geboren. Er war Besitzer des Gemischtwarenladens Moses Latzer und Soehne. Er heiratete Helene geb. Löffler, die aus Szombathely stammte. Das Paar hatte zwei Kinder, Henriette (geboren 1890) und Aladár (1892–1979). Nach dem Einmarsch deutscher Truppen im März 1938 kam es zu Anfeindungen und Verfolfungsakten. Sein Besitz wurde durch „Arisierung“ geraubt. Leopold und Helene Latzer flüchteten zu Verwandten nach Wien. Leopold Latzer erlitt einen Schlaganfall und verstarb bald darauf. Seine Frau wurde 1942 verhaftet, deportiert und im Ghetto Riga ermordet. Seine Tochter Henriette wurden mit ihrem Ehemann 1941 in das Ghetto Litzmannstadt deportiert. Sein Sohn konnte rechtzeitig mit Frau und beiden Töchtern nach Argentinien flüchten, alle vier überlebten die Shoah. |
|              | HIER WOHNTE SAMUEL LATZER JG. 1878 FLUCHT 1938 UNGARN, ITALIEN ENGLAND                                                                        | P. Gratian Leser-Straße 6 (vor dem Stadtcafé)      | Samuel Latzer, geboren 1878, war Gastwirts- und Realitätenbesitzer. Weiters betrieb er einen Ziegelofen. Er heiratete Helene geb. Ilona Weiß. Das Paar bekam drei Kinder, Nikolaus, Sidonia und Magdalena. Die Familie wurde ab März 1938 massiv drangsaliert, ihr Eigentum unter dem Titel "Arisierung" geraubt und versteigert. Schließlich flüchteten Samuel Latzer und seine Angehörigen über Ungarn und Italien nach England. 1946 kehrte Samuel Latzer nach Güssing zurück und baute die Ziegelei neu auf. Er musste aber über jedes Stück des geraubten Besitzes Rückgabeforderungen einbringen und kämpfen, hier um ein Eisenbett mit Matratzen, dort um Wertpapiere, von einer anderen Frau Badeofen, Badewanne und diverses weiteres Zubehör. Die Laufteppiche waren angeblich nach Plünderungen verschwunden und einiges mehr war nicht auffindbar. Die Immobilien wurden zurückgeben. Entschädigung hingegen für die erlittenen Schäden wurde zwar mehrfach beantragt aber zu Lebzeiten von Samuel Latzer nicht mehr gewährt. Am 30. November 1951 verstarb er. Seine Schwiegertochter beklagte, die nach seinem Tod gewährte Entschädigungszahlung sei lächerlich gering gewesen im Vergleich zu den Schäden, die angerichtet worden waren. Die Ziegelei wurde noch bis 1966 von seinem Sohn weitergeführt. |
|              | HIER WOHNTE OSKAR MAYER JG. 1888 FLUCHT 1938 UNGARN DEPORTIERT 1944 GYALLIGET ERMORDET 1944                                                   | Hauptstraße 4 (gegenüber der BH Güssing)           | Oskar Mayer, geboren am 30. Oktober 1888 in Güssing. Seine Mutter war Janka, geborene Grünfeld. Mayer war Kaufmann, verheiratet und Vater zweier Kinder. Seine Ehefrau war Piroska geb. Keller. Tochter Marianne wurde 1924, Sohn Egon 1925 geboren. Die Familie wohnte an der Hauptstraße 25, heute Hausnummer 4. Sie wurden 1938 vertrieben und flüchtete nach Ungarn. Oskar Mayer wurde im Arbeitslager von Gyálliget interniert und kam dort am 1. November 1944 um. Frau und Sohn konnten die Shoah überleben. Über den Verbleib der Tochter liegen keine Informationen vor. |
|              | HIER WOHNTE PIROSKA MAYER JG. 1896 FLUCHT 1938 UNGARN SCHICKSAL UNBEKANNT                                                                     | Hauptstraße 4 (gegenüber der BH Güssing)           | Piroska Mayer geb. Keller wurde am 14. August 1896 geboren. Sie heiratete den Güssinger Kaufmann Oskar Mayer. Das Paar bekam zwei Kinder, Marianne (geboren 1924) und Egon (geboren am 14. Juni 1925). Nach der Machtergreifung der Nationalsozialisten in Österreich flüchtete die Familie nach Budapest. 1944 wurde ihr Mann verhaftet, in das Arbeitslager von Gyálliget verschleppt und dort ermordet. Piroska Mayer und ihr Sohn konnten die Shoah überleben, kehrten jedoch nicht nach Güssing zurück, sondern blieben in Budapest. Die Witwe verehelichte sich später nochmals und hieß danach Kovacs. Der Verbleib der Tochter ist unbekannt. |

## Verlegedatum
- 9. November 2021